# 苏雷什·雷迪
苏雷什·雷迪（英語：Suresh Reddy，1969年3月13日—），印度外交官，現任印度駐巴西大使，曾任印度驻东盟使团大使、印度驻伊拉克大使等职务。

## 經歷
苏雷什·雷迪生于1969年3月13日。
1991年，雷迪加入印度外事服务。他曾派駐開羅、馬斯喀特、阿布扎比和伊斯蘭堡。2011年6月至2014年5月，任印度驻伊拉克大使，是2003年伊拉克战争后的首位印度驻伊拉克大使。2014年6月至12月，任駐伊拉克特使，協助新任大使阿贾伊·库马尔·阿姆班，負責處理與印度公民安全、福利及撤離相關的所有事務。2014年4月23日，被任命为首任印度驻东盟和东亚峰会使团大使。2015年1月12日至2018年6月22日，担任印度驻东盟使团大使。
在印度外交部總部，他曾擔任多個重要職位，包括印度外交部国务部长辦公室主任，並以不同身份參與處理印度與孟加拉國、緬甸、斯里蘭卡和馬爾地夫的關係。他創建並領導了首個東盟多邊經濟關係司，在此職位上，他促成了環孟加拉灣多領域技術暨經濟合作倡議秘書處的成立，並負責與亞歐會議、亞洲合作對話和亞太經濟合作組織相關的事務。2018年12月至2020年1月領導外交部的多邊經濟關係司，期間擔任印度G20、G7、金磚國家和IBSA的副協調人。2020年1月，出任外交部歐洲事務輔秘，負責協調印度與歐洲及中亞地區的合作事務。
2020年4月30日，雷迪被任命为印度驻巴西大使。9月13日，雷迪就任印度駐巴西大使。